# Screwed
"Screwed" é um canção do primeiro álbum da atriz e cantora Paris Hilton, Paris, lançado como single promocional em 7 de fevereiro de 2007 somente na Ásia.

## Informações sobre a música
"Screwed" é uma música do álbum de Paris Hilton Paris escrita por Kara DioGuardi e Greg Wells. Essa música estava planejada para ser o primeiro single do álbum, com uma versão tendo vazado na internet em 2004. Mas os planos acabaram quando o álbum foi refeito e assuntos legais apareceram. Hilton disse que a música é sobre uma garota que está apaixonada mas sabe que seu amor não é sua alma gêmea.
A música também estava planejada para ser o primeiro single de Haylie Duff do seu futuro álbum Masquerade. Hilton e Duff entraram em batalhas legais pela música em 2005. Infelizmente para Duff, Hilton ficou com a música.
Hilton regravou a música em 2006. A música que aparece em seu álbum é diferente da versão que vazou na internet em 2004, com mais influência de rock dos anos 80.

## Faixas
1. "Screwed" [Album Version] - (3:41)
2. "Screwed" [Single Mix] - (4:08)
3. "Screwed" [Alex G's Remix] - (5:26)